# Coll’habert et Sénéchal
Coll’habert et Sénéchal war ein französischer Hersteller von Automobilen. Andere Quellen nennen die Firmierungen Coll-Habert et Sénéchal und Coll, Habert et Sénéchal.

## Unternehmensgeschichte
Das Unternehmen aus Saint-Cloud begann 1907 mit der Produktion von Automobilen. Der Markenname lautete laut vier Quellen FAL, laut anderen Coll-Habert et Sénéchal bzw. Coll, Habert et Sénéchal. Entweder 1907 oder 1908 endete die Produktion.

## Fahrzeuge
Das Unternehmen stellte Voituretten her.